# 西蒙娜·阿巴特
西蒙娜·阿巴特（義大利語：Simona Abbate，1981年6月19日—），意大利女子水球运动员。她曾代表意大利参加2011年世界游泳锦标赛和2012年夏季奥林匹克运动会水球比赛。